# 腕 (頭足類)

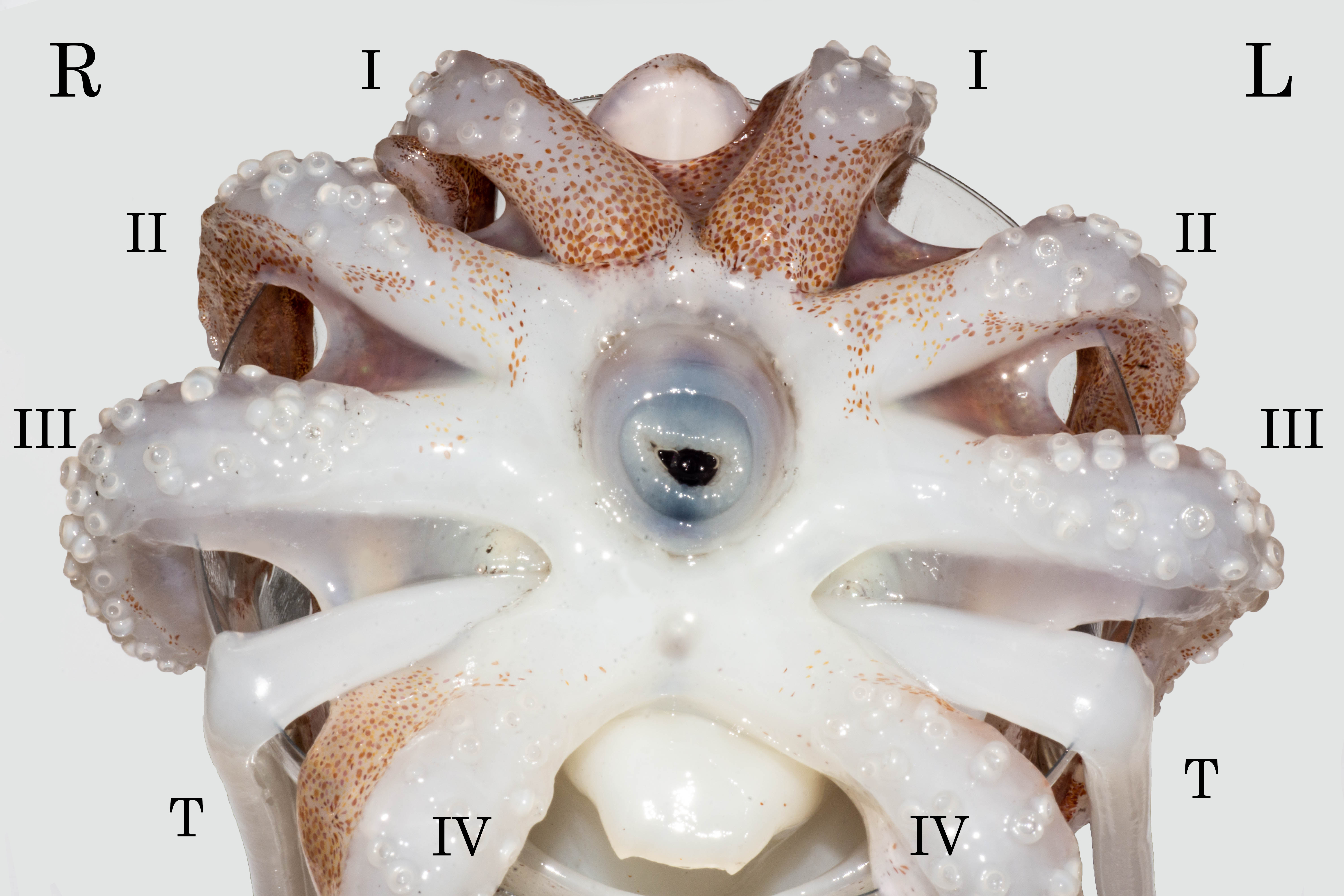
ウスベニコウイカ を口側から見た写真。
写真の上が背面、下が腹面。腕には番号を付した。
I:第1腕、II:第2腕、III:第3腕、IV:第4腕、T:触腕。中央部が口で、上部の出っ張りは貝殻の前端、下部の出っ張りは漏斗。

頭足類における腕（うで、arm）は、口の周りにある器官（付属肢 appendage）である。これは他の動物における足であるが、餌を捕らえたり、雌を抱きかかえたり、物を運ぶ機能を持つため、慣習的に「腕」と呼ぶ。
タコ（八腕形類）やイカ（十腕形類）からなる鞘形亜綱（鞘形類、二鰓類）では、背側から腹側に向かって左右それぞれ第1腕、第2腕、第3腕、第4腕の4対の腕が口を取り囲むように並び、更にイカ（十腕形類）では第3腕と第4腕の間から触腕と呼ばれる1対の特殊な腕が伸びる。この2本の触腕の有無および、下記の吸盤の形状により八腕形類と十腕形類が区別される。鞘形類の腕には吸盤（きゅうばん、sucker）や鉤（かぎ、hook）がある。雄では一部の腕に生殖のための特殊化が見られ、交接腕となる。
オウムガイ類では腕は特に触手（しょくしゅ、cirrus）とも呼ばれ、数十本の短い触手が2列になって口の周囲を取り囲む。オウムガイ類の触手には吸盤がなく、粘着性の分泌物で付着する。

## 腕の進化的起源
頭足類の体は頭部の前に腕が位置するため、他の軟体動物とは大きく異なっている。「軟体動物における足」 （なんたいどうぶつにおけるあし、molluscan foot）は軟体動物の形態の中で主要な構造である。腹足類では足は這うための筋肉質の足（sole）となっているのに対し、頭足類では、足は漏斗、そしておそらく腕および触腕に分化している。その変化はベントスからネクトンへの生活様式の変化に伴う体制の改変によると理解されている。
腕は現生の頭足類が持つ共有派生形質である。オウムガイの発生様式から、頭足類の頭部の体制は祖先的な軟体動物の体の構造を独自に再構成して形成していることがわかっている。オウムガイの胚は発生の初期段階では左右相称で前後に長く、頭部、足、脳、外套膜、殻の形態と配置が単板類や腹足類の基部系統の体制に類似しているため、原始的な軟体動物（有殻類）の構造を反映していると解釈される。
腕の進化的起源は議論されてきたが、現在はオウムガイの腕原基が体の側方に沿って前後に1列に並んだ芽状の原基から形成され、それが頭部の前に移動するという発生学的証拠により、頭足類の腕が頭部ではなく軟体動物における足が口の周囲に移動し変形したものに由来すると考えられている。また古くは腕の神経が頭部に接続しているという解剖学的証拠から頭部の変形と考えられたこともあったが、実際はこの時期に腕の原基が足神経索から神経支配を受けることから、足の変形とする解釈が支持される。
胚発生における腕の原基の数が5対であることから、頭足類の基本的なボディプランは腕を5対持つことであると考えられている。十腕類ではこれがそのまま保持されているが、八腕類では1対失い、オウムガイ類では二次的に増加している。

## 外部形態

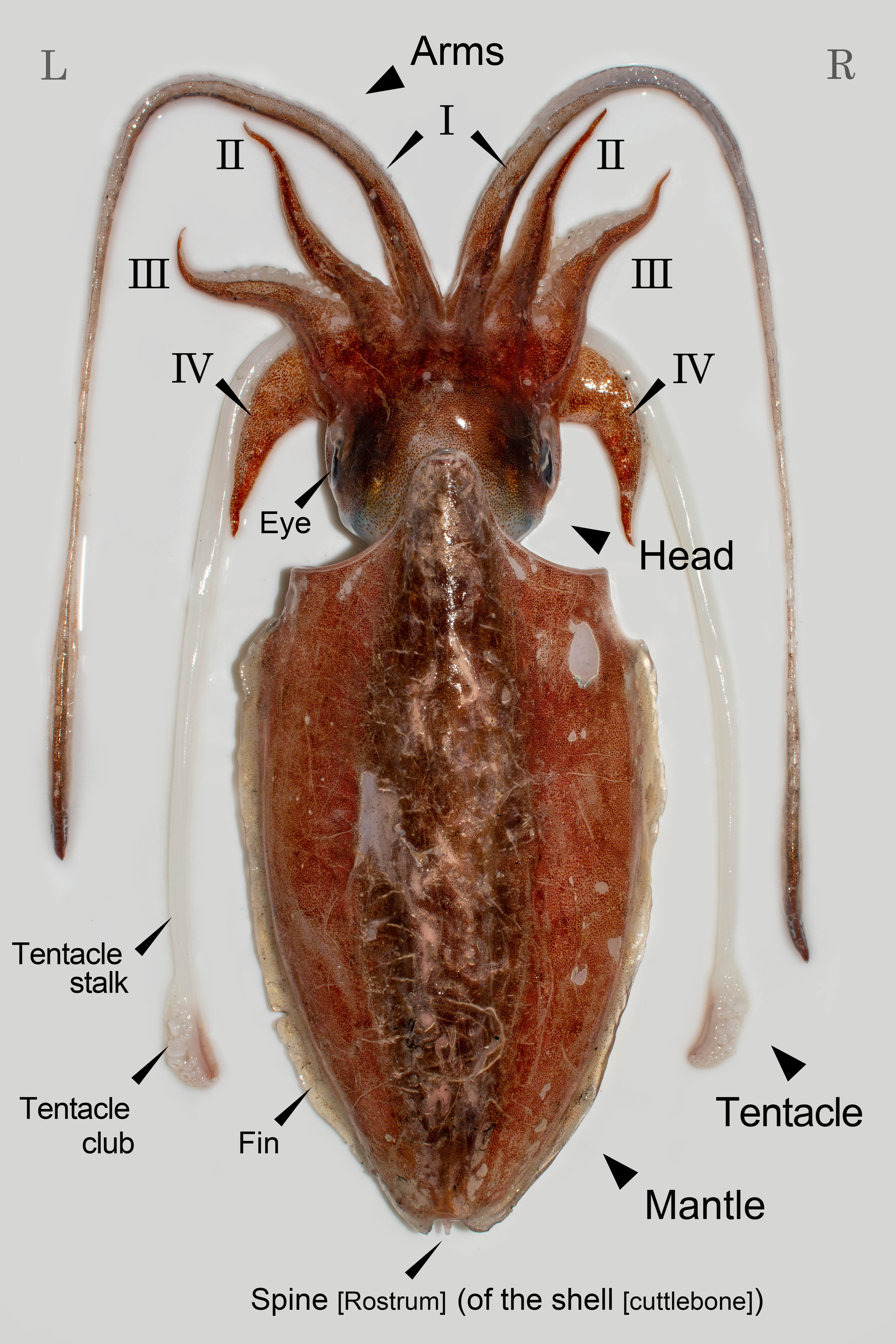
ウスベニコウイカ Sepia (Doratosepion) lorigera の雄の外部形態。第1腕が長い。L: 左, R: 右。
Arms: 腕, I: 第1腕, II: 第2腕, III: 第3腕, IV: 第4腕, Eye: 眼, Head: 頭部, Tentacle: 触腕, Tentacle stalk: 触腕柄, Tentacle club: 触腕掌部, Fin: 鰭, Mantle: 外套膜, Spine: 貝殻（甲）の棘。

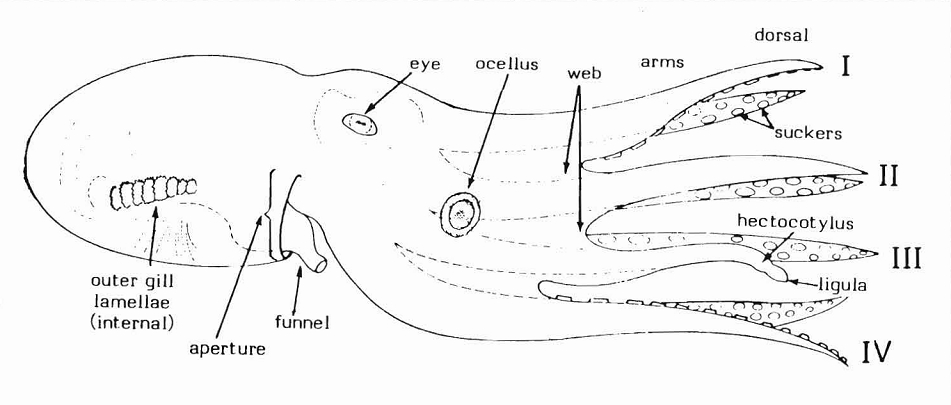
タコの形態形質
eye: 眼, outer gill lamellae: 鰓葉, aperture: 外套膜開口部, funnel: 漏斗, ocellus: 眼状紋, web: 傘膜, arms: 腕, dorsal: 背側, suckers: 吸盤, hectocotylus: 交接腕, ligula: 舌状片

腕は触腕に対して通常腕と書かれることもある。頭足類は雌雄異体であり、全ての種ではないが、外部形態に性的二形を示すものが多い。特に雄では腕が不等長になるのに対し、雌は腕がほぼ等長 (subequal) となるものが多い。十腕類（イカ）と八腕類（タコ）ではその内部構造や働き、吸盤などが異なっている。
腕の内側の面には吸盤が並ぶが、吸盤の付いた側を口側（こうそく、oral）、その反対側を反口側（はんこうそく、aboral）と呼ぶ。タコが外套膜を使ったジェット運動で後方へ泳ぐときには8本の腕が揃うが、この際腕の口側は口を囲むように向かい合う。
種によっては腕の間に傘膜（さんまく、umbrella）または腕間膜（わんかんまく、interbrachial membrane, interbrachial web）と呼ばれる膜が発達する。タコ類では腕を拡げたとき傘状の見た目をなすのに対し、多くのイカ類では腕間膜は小さいか、欠失する。ツツイカ類の反口側には反口側泳膜（はんこうそくえいまく、aboral keel, swimming membrane）が、口側には保護膜（ほごまく、protective membrane）がみられるものもある。

### 第1腕
第1腕 (first arm, dorsal arm) は最も背側に位置する1対の腕である。英語では dorsal pair, upper pairとも呼ばれ、しばしばⅠと略記される。
コウイカ属 Sepia エゾハリイカ亜属 Doratosepion に属する、ボウズコウイカ Sepia erostrata Sasaki, 1929 やウスベニコウイカ Sepia lorigera Wülker, 1910、ウデボソコウイカ Sepia tenuipes Sasaki, 1929 などの雄では第1腕が伸長し、最も長くなる。特にトサウデボソコウイカ Sepia subtenuipes Okutani & Horikawa, 1987の成熟雄では、第1腕が触腕より長く伸びる。
ダンゴイカ Sepiola birostrata Sasaki, 1918 やミミイカ Euprymna morsei (Verrill, 1881)では雄の左第1腕が交接腕化する。それに対しボウズイカ Rossia pacifica Berry, 1911 では雄の左右第1腕がともに交接腕となる。
アオイガイ Argonauta argo Linnaeus, 1758 の雌では、第1腕は殻分泌のために背側（反口側）の保護膜が著しく拡張して半扇形となり、腕の末端がこの膜と癒合している。保護膜により第1腕基部の断面は三角形になる。

### 第2腕・第3腕
第2腕 (second arm) は第1腕の外側に位置する1対の腕で、しばしばⅡと略記される。第3腕 (third arm)は第2腕の外側に位置する1対の腕で、しばしばⅢと略記される。第2腕と第3腕と併せてlateral armsと呼ばれることもある。
コウイカ属 Sepia エゾハリイカ亜属 Doratosepion の雄は第1腕が伸長することが多いが、シシイカ Sepia peterseni Appellöf, 1886 やエゾハリイカ Sepia andreana Steenstrup, 1875 の雄では第2腕が最も長く伸びる。シシイカの雄の第2腕は、最も長いものでは外套長の3.8倍となり、触腕長を優に超す。生時のシシイカは第2腕をコイル状に巻き、コンパクトに収納している。テナガコウイカ Sepia longipes Sasaki, 1913 はウスベニコウイカのように第1腕が伸長するが、それと同時に第2腕も伸長する。ウデボソコウイカ Sepia tenuipes Sasaki, 1929 の雌では第2腕、第3腕の先端がともに急に細まり、糸状になる。
トビイカ Sthenoteuthis oualaniensis (Lesson, 1830) では、第3腕の泳膜が発達し、三角形状に張り出す。
タコ類の大多数は右第3腕が交接腕となる。

### 第4腕
第4腕 (fourth arm, ventral arm) は他の腕と違い、唯一腹側に位置する1対の腕（ventral pair）である。しばしばⅣと略記される。
イカでは左第4腕が交接腕化することが多い。アオリイカ Sepioteurhis lessoniana Férussac, 1831, in Lesson, 1830–1831では、雄左第4腕の先端1/4の吸盤が消失し、円錐形の肉質突起が2列に並んで交接腕となる。世界最小級であるヒメイカ Idiosepius paradoxus (Ortmann, 1881) では、左右両第4腕とも交接腕化するが、うち右第4腕には肉襞が見られ、左第4腕の先端には半月形の膜を生じる。
ホタルイカモドキ科 Enoploteutidae では、腕の腹面に微小な発光器を持つが、そのうち特にホタルイカ属 Watasenia では第4腕の先端に3個の大型発光器を持つ。また、ホタルイカ Watasenia scintillans (Berry, 1911) の右第4腕の先端には2枚の半月形の肉襞があり、これで精包を挟んで雌に渡す。

### 腕長式
腕長式（わんちょうしき、arm formula）は4対の腕の相対的な長さを降順に並べたもの。Ⅳ>Ⅲ>Ⅱ>Ⅰのように、最も長い腕を最初に、最も短い腕を最後に並べる。また、第4腕が最長で第2腕、第3腕が等長、そして第1腕が最短であるときⅣ>Ⅲ=Ⅱ>Ⅰのように表す。八腕類（タコ）では、第3腕は交接腕でない方を腕長式に用いる。
表記方法にはバリエーションがあり、Sasaki (1929) や奥谷・田川・堀川 (1987) などでは、算用数字を使って 1>4>2>3 のように表される。また、1>2>3≒4 のように「≒」を用いてほぼ等長を表したり、1>2≧3≧4 のように「≧」が用いられたりする。奥谷・田川・堀川 (1987) の欧文部分では、Ⅰ, Ⅱ, Ⅲ≒Ⅳのようにローマ数字をコンマで区切って表記される。FAO (2005) では、用語集にはⅣ>Ⅲ>Ⅱ>Ⅰのようにローマ数字および不等号で例示されているが、本文中では、Ⅳ, Ⅲ, Ⅱ, Ⅰのように奥谷・田川・堀川 (1987) の欧文と同じ表記や 3, 4, 2, 1 のように算用数字とコンマを使った表記、3:2:1=4 のような表記が見られる。

## 行動

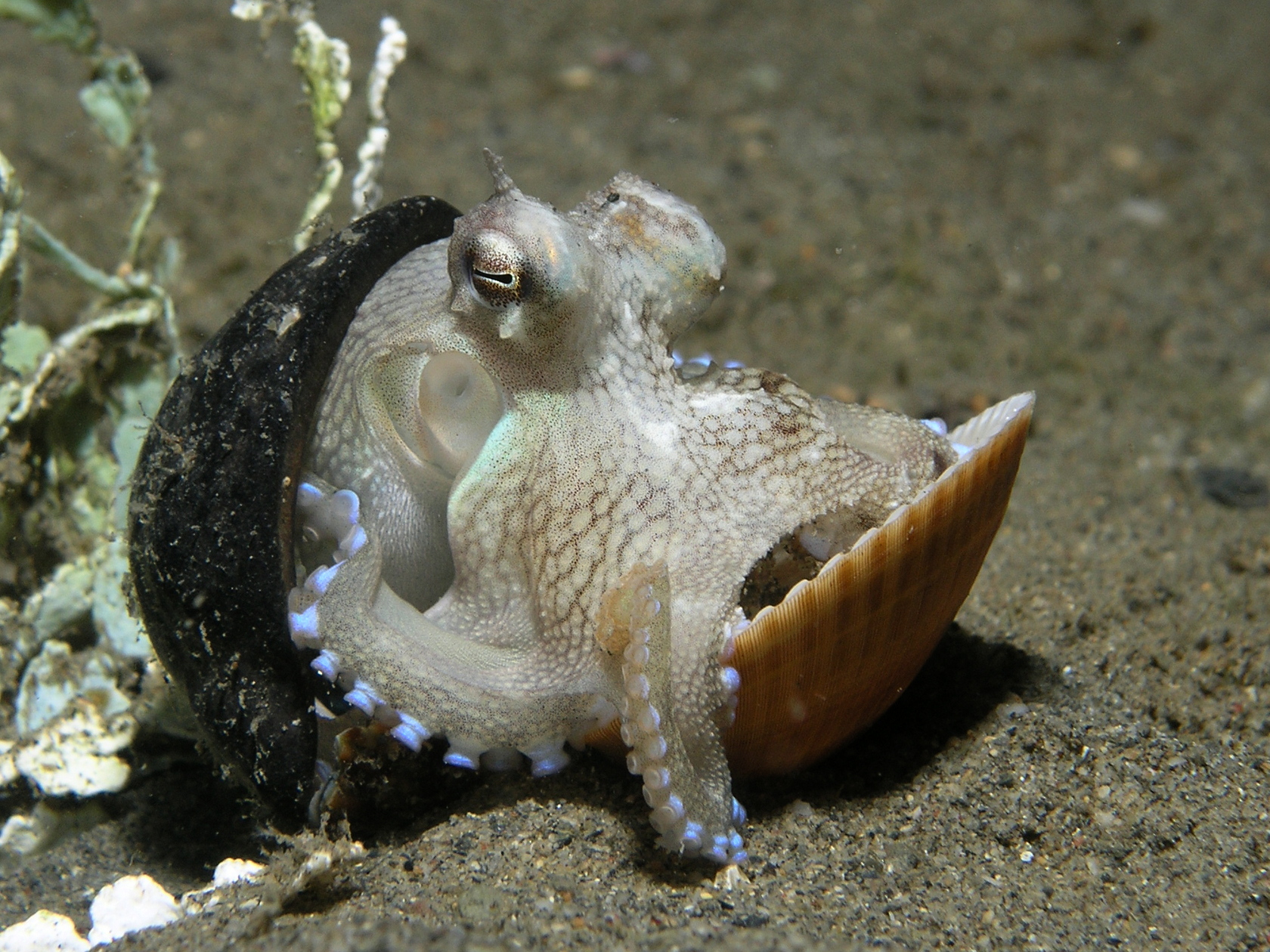
2枚の貝殻を用いて身を守る

イカの腕は獲物や物体の操作、遊泳、そして繁殖に重要な役割を果たす。イカの触腕と腕は対照的な働きを持っており、獲物を捕らえるのに特化し伸長と短縮を行う触腕に対し、腕の長さはあまり変化しない。その代わり、多くのことをこなすのに屈曲運動が必要であり、腕全体を曲げることも、腕の一部だけを使うこともある。前後軸方向のねじりも普通である。
タコの8本の腕は獲物の捕捉、移動、物体の操作、グルーミング、埋没、交接、防御、化学受容、そして触覚など様々な機能に使われる。タコの腕は十腕類の腕と触腕のもつ全ての運動を両方とも合わせたもので、タコの腕は屈曲と長さを変化させる機能を併せ持っており、横走筋および縦走筋繊維といった同じ筋肉組織を用いて、活動パターンを変えるだけで伸長と短縮のときの連続した活動と屈曲中に同時に起こる活動を行うことができる。腕は顕著に伸長および短縮され、曲げたり巻いたりする複雑で多様な運動ができ、また両方向へのねじり運動を作り出す。加えて腕は硬さを能動的に制御できる。実際に、タコの腕は新しい型のロボットアームの構造とデザインのモデルとなっており、ロボット工学の材料として利用されている。

## 内部構造
鞘形類の腕は硬い骨格を持たず、筋肉流体静力学装置（muscular hydrostat、筋肉包骨格）と呼ばれる骨格支持機構による筋繊維の三次元的な配列な構造を持つ。更に、多くの無脊椎動物が持つような流体静力学的骨格（hydrostatic skeleton、流体包骨格、水力学的骨格）として働く完全に液体に満たされた体腔を持たない。つまり古典的な水力学的骨格の概念とは異なった仕組みで支えられている。そのため支持、力の伝達、筋肉の拮抗、そして力の増幅や置換は典型的な硬い骨格や水力学的骨格からもたらされるのではなく、代わりに筋肉が運動の効果器や骨格の支持に働いている。腕は筋組織が体積変化に反発することにより支持され、運動できる。頭足類の筋肉細胞は小さく、ふつう長さは1 mm（ミリメートル）以下である。腕は「付属肢の体積は基本的に一定であるため、ある面が縮小すると他の面が拡大する」という非常に単純な原理により動いている。
筋繊維は互いに垂直な3方向に配列しているため、三次元方向に全て能動的に制御され、顕著に多様な運動と変形ができる。鞘形類の腕と触腕では以下の3つの主要な筋肉の配向が観察されている。
- 横走筋繊維 (transverse muscle fiber) - 前後軸に垂直な面に配列される。
- 縦走筋繊維 (longitudinal muscle fiber) - 典型的に前後軸に平行な束で配列される。
- 螺旋状または斜めに配列される筋繊維 - 右巻き螺旋、左巻き螺旋両方の配列がある。螺旋状の繊維と前後軸がなす角を fiber angle と呼ぶ[47]。

これらの筋肉のグループが選択的に活動することで、伸長、短縮、屈曲、ねじれおよび硬直が起こる。最も多い筋繊維の種類は斜紋筋 (obliquely striated muscle) である。斜紋筋は無脊椎動物特有の筋肉で、独特の筋繊維構造を持っている。

### 十腕類の腕

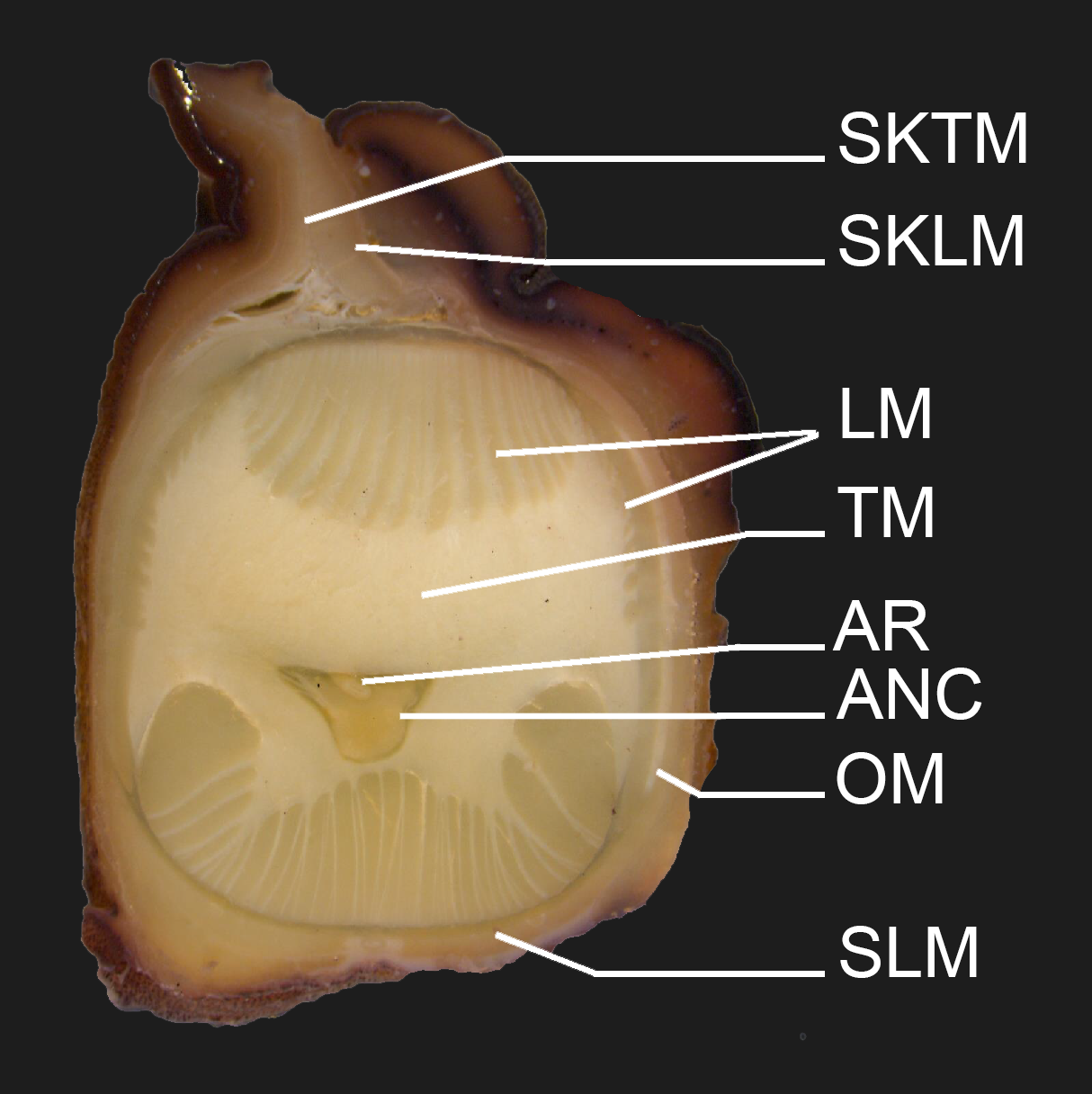
イカの腕の横断面
SKLM: 泳膜縦走筋、SKTM: 泳膜横走筋、LM: 縦走筋、TM: 横走筋、AR: 動脈、ANC: 軸神経索、OM: 斜走筋、SLM: 表層縦走筋

#### 筋肉組織の形態と構造
腕の中心軸に沿って前後軸方向にaxial nerve cord（以降、ANC が走り、その周りを横走筋塊が取り囲んでいる。横走筋塊の筋繊維は腕の前後軸に垂直に扁平に並んでいる。これらの筋繊維の束は Graziadei (1965) により小柱 (trabeculae) と呼ばれた繊維の薄膜として、縦走筋の束の間に拡がっている。口側と反口側の縦走筋の束の間を通った後、小柱は繊維状結合組織の薄層に入り込む。側方に拡がる筋繊維の束は腕の斜走筋を取り囲む結合組織に入り込む。
腕の両側に位置する斜走筋 (oblique muscle) は口側と反口側の繊維性結合組織に起源し、その中に挿入されている。結合組織の繊維の配列は交叉して並び、その半分は右巻き螺旋を描き、もう半分は左巻き螺旋となっている。その繊維は腕の前後軸に対し72°の fiber angle をなしている。斜走筋対の筋繊維はともに結合している結合組織の繊維と同じ fiber angle をなしている。そのため、斜走筋およびそれと結合する結合組織の層は筋繊維及び結合組織の繊維の右巻き螺旋と左巻き螺旋の複合体を形成している。
3つの縦走筋の束が斜走筋とそれに結合する結合組織を取り囲むように配置しており、1本は口側に、残りの2本は側面にある。腕の反口側の表面は泳膜と呼ばれる前後軸に沿った鰭状の突起も含んでいる。泳膜の核心部は非繊維性結合組織から構成され、泳膜の横方向に拡がる散在した筋肉塊と核心部を覆う薄膜として拡がる縦走筋繊維からなる。吸盤列が腕の口側表面から突出しており、保護膜によって両側が取り囲まれている。
腕は色素胞や虹色素胞、血管や神経を含む疎性結合組織の真皮に覆われている。単層立方上皮から単層円柱上皮がその真皮を覆う。

#### 支持と運動の生体力学
屈曲は腕の最も重要な運動の一つであり、腕を曲げる部分の内側半径の縦走筋の選択的に収縮させる必要がする。縦走筋の束は横断面の外周全体を取り囲むように並んでいるため、あらゆる面に屈曲させることができるが、口側には特に大きな縦走筋の束があり、獲物を扱うにはこれが口側方向へ力強く曲がることがとりわけ重要である。縦走筋が収縮すると前後軸方向の圧縮力を作り出し、この力に抵抗する機構が働かなければ、腕は屈曲ではなく長さを縮めることになる。この前後軸方向の圧縮に対する抵抗には体積変化への抵抗が重要で、腕の体積は基本的に一定なので、短縮すると直径が増加する。前後軸方向の圧縮力に抵抗するためには、直径の増大を防がなければならない。横走筋は腕の直径を制御することができるように並び、屈曲に必要な前後軸の圧縮に抵抗する。それゆえ、能動的な腕の屈曲には腕の縦走筋および横走筋繊維をともに同時に収縮する運動を必要とする。上記のような状況では、横走筋は直径を維持し、前後軸の圧縮に抵抗するのに対し、縦方向の繊維が腕の1側面を収縮させる。また、屈曲は腕の1側面（屈曲の内側半径）の縦走筋が伸長に抵抗する限り、横走筋を短くすることにより直径を減少させることでも起こりうる。屈曲のための横走筋または縦走筋の短縮の相対寄与は変化し、上記のような2つの状況は連続体上の端点を示している。縦走筋の束は、腕の周縁部に位置するため、中立面に近いより中央部に位置する場合に比べ、曲げモーメントを増加させる。
腕をねじるのに必要なねじり力 (torsional force) は斜走筋と、連携した交叉した繊維結合組織の薄層によりもたらされる。右巻きの筋肉および左巻きの筋肉と結合組織繊維層が存在する。任意の巻き方の繊維は腕の全長を螺旋状に覆う筋繊維と交互に並ぶ結合組織繊維の複合体と見なされる。その複合体系の一つの収縮は螺旋繊維系の巻き方に応じたねじり方向に腕をねじる。腕のねじり剛性は右巻きと左巻き両方の斜走筋系の収縮活性とともに増加しうる。ねじり剛性の能動制御はもがく獲物を制御するのに特に重要である。斜走筋の配置は中立軸に近いより中央の位置よりも、トルクが適用できるより大きいモーメントをもたらす周縁部に位置する。

### 八腕類の腕

#### 筋肉組織の形態と構造

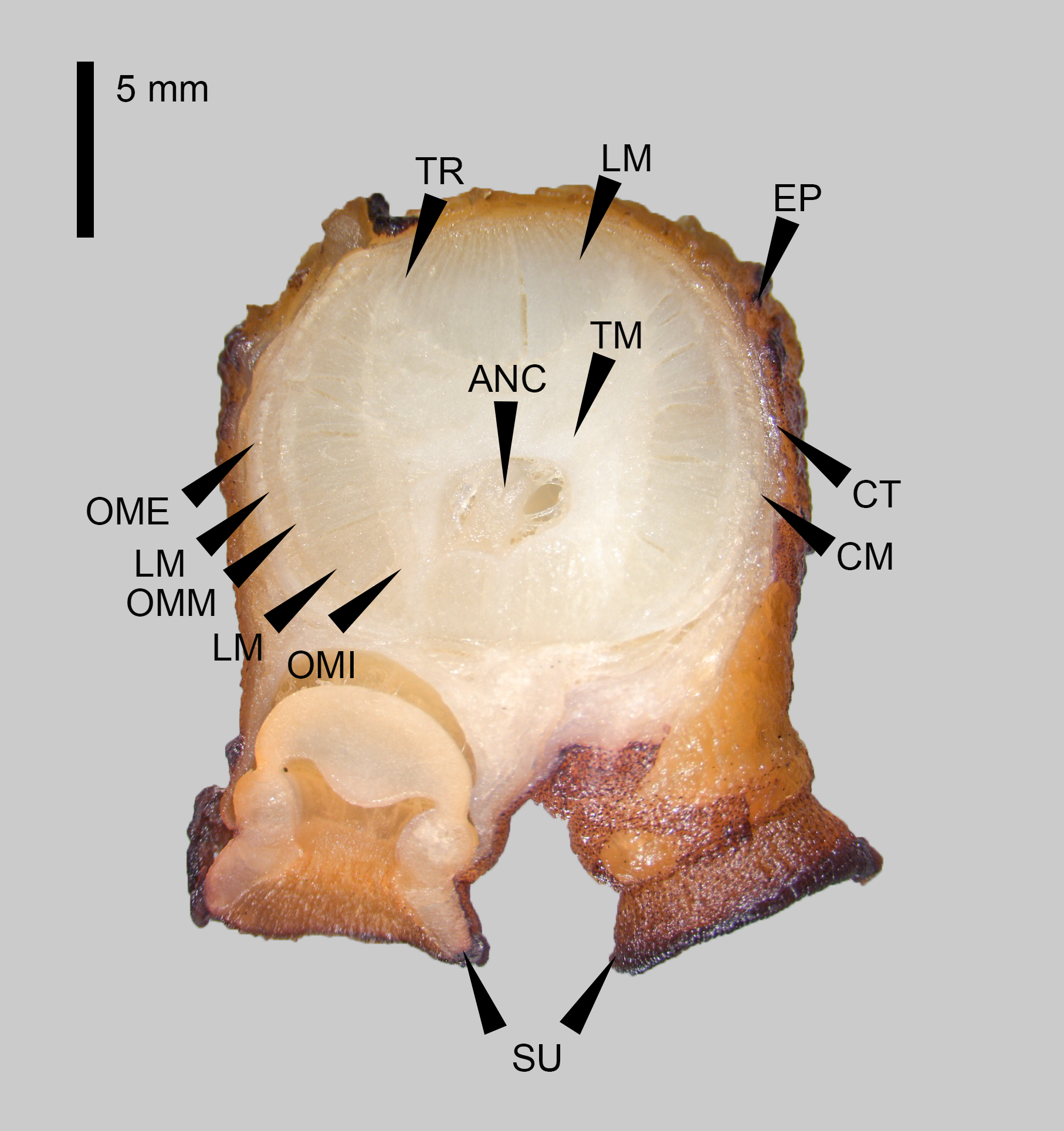
タコの腕の横断面。
EP: 表皮; LM: 縦走筋繊維; TR: 小柱（縦走筋束の隙間に広がる横走筋繊維の束）; CT: 結合組織; CM: 輪走筋層; TM: 横走筋繊維; ANC: 軸神経索; OME: 外側斜走筋層; OMM: 中間斜走筋層; OMI: 内側斜走筋層; SU: 吸盤。

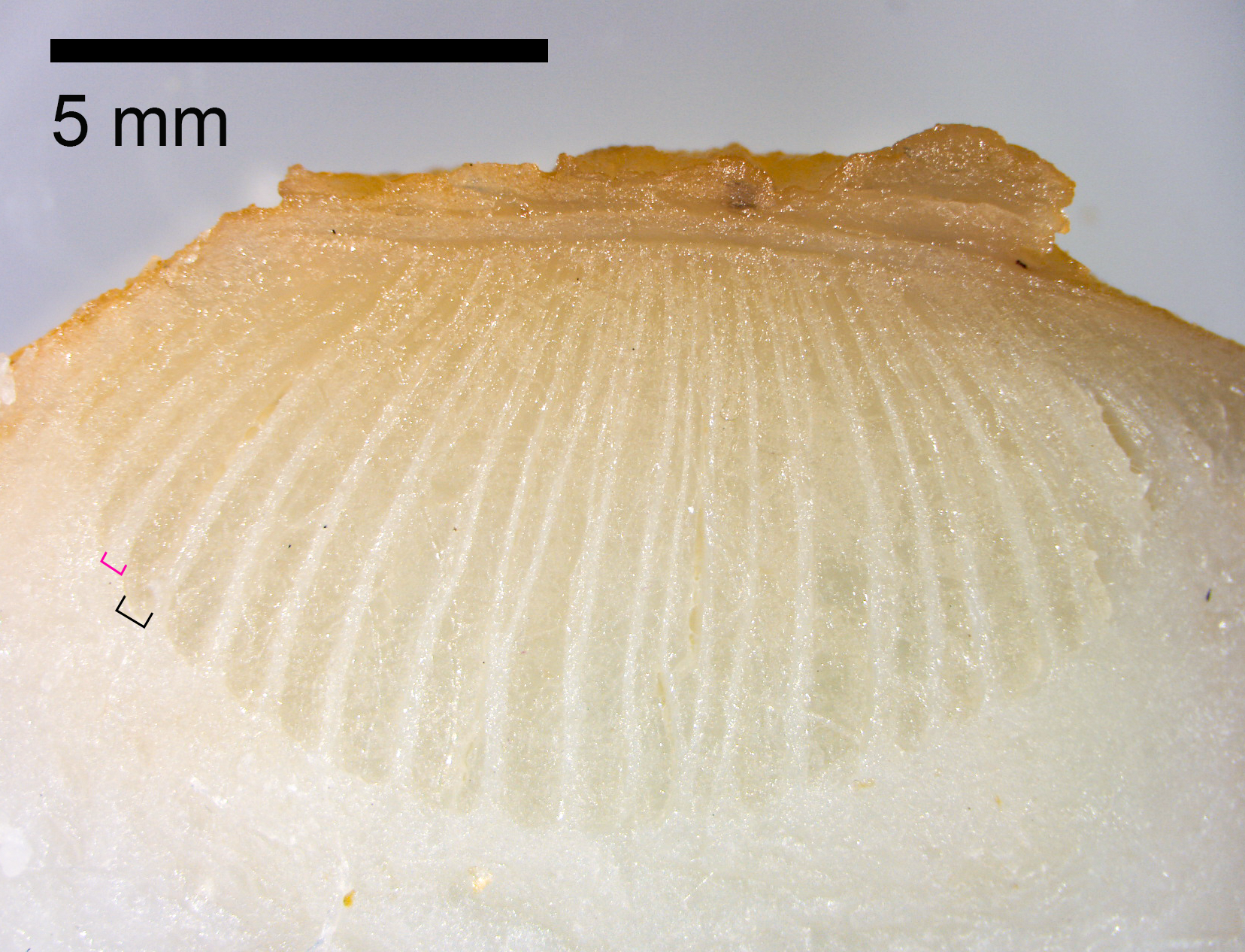
タコの腕の横断面（上部の拡大図）。黒色の枠が縦走筋繊維（上図の LM と対応）、赤色の枠が縦走筋繊維を取り囲む小柱（上図の TR と対応）。

タコの腕の筋肉組織は Graziadei (1965, 1971) により、吸盤内在筋組織 (intrinsic musculature of the suckers)、腕内在筋組織 (intrinsic musculature of the arms)、腕の筋組織と吸盤を結び付ける腕吸盤筋組織 (acetabulo-brachial musculature) の3つに分けられている。腕内在筋組織は従来、Octopus bimaculoides、Octopus briareus そして Octopus digueti で観察されてきた。
十腕類と同様に、腕内在筋組織の中心には ANC が腕の前後方向に沿って伸びており、その周りを横走筋塊の筋繊維が腕の前後軸に垂直な面に配列した繊維とともに取り囲んでいる。横走筋塊の筋繊維の束はほぼ直交して配列し、どちらも口側から反口側の表面に拡がるか、これに対し直角となって、左右に拡がる。口側から反口側表面に拡がる横走筋繊維の束は腕の口側と反口側で厚い交叉繊維結合組織の薄膜上にできる。その繊維の束は縦走筋繊維の束の間に拡がる小柱となって、前後軸方向に伸びる薄膜中で腕の中心軸に向かって突出する。多くは ANC を取り囲む繊維性結合組織の層上に入り込むか、腕の逆側の繊維性結合組織の薄膜上に入り込んで拡がる。腕の左右に拡がる横走筋繊維の束は腕の両側に位置する外側斜走筋を取り囲む結合組織で、縦走筋の束の間の小柱という形で、または斜走筋を通る個別の束として縦走筋と斜走筋を通る。多くは ANC を取り囲む結合組織上に入り込む。左右に走る横走筋繊維の束の一部は口側を通り、特に反口側では ANC に向かい、外側斜走筋を取り囲む結合組織上に入り込み逆側に拡がる。Feinstein et al. (2011) により、Octopus vulgaris の腕の横走筋繊維は腕の横断面に限定されないことを報告されており、腕の長軸に対し垂直に配列する横走筋繊維は種によっては一般的でない可能性があ。
縦走筋繊維の束は腕の全長に広がっており、横走筋の小柱 (trabeculae) で隔てられている。縦走筋繊維の束は横走筋塊の外側に接して全方向に存在し、横断面の全周を取り囲むように縦走筋の束が並んでいる。その縦走筋の束は四方を向いて分かれており、そのうち反口側の領域 (aboral quadrant) は他の向きより横断面の面積が大きい。中間斜走筋および外側斜走筋の間には三日月形の縦走筋の層が存在する。
3組の斜走筋繊維は腕の両側に存在している。外側斜走筋は腕の内在筋を取り囲み、最も表面にある。中間斜走筋はその中間に位置し、上記の縦走筋繊維により外側斜走筋と分断されている。内側斜走筋は最も中心にあり、横走筋の核心部の両側に位置する。任意の斜走筋の巻き方は腕の反対側にあるその対となる斜走筋の逆向きである。加えて、任意の側で、外側斜走筋および内側斜走筋の巻き方は同じで、内側斜走筋の巻き方と逆になっている。外側斜走筋および中間斜走筋は口側および反口側の結合組織の薄膜上に起源し、そこに入り込んでいる。中間斜走筋および外側斜走筋の fiber angle はそれらが接着している繊維性結合組織の層のものと類似している。特に O. bimaculoides の平均の角度は 63°–74°である。内側斜走筋の繊維は明確な起源と挿入を示さず、代わりに縦走筋組織および横走筋組織と咬合して見られる。内側斜走筋の fiber angle は測定された種では平均42° から56°までの範囲であり、中間斜走筋および外側斜走筋の fiber angle に比べ小さい。
腕の内在筋の外側には、繊維が腕の円周方向に一周する輪走筋の薄層がある。その層は腕の反口側で最も厚くなり、反口側の結合組織の薄膜と外側斜走筋を包み、腕の口側に向けて拡がって口側の結合組織の薄膜上に入り込む。

#### 支持と運動の生体力学
タコでも、腕における支持と運動は筋肉組織の体積変化への抵抗によって起こる。タコの腕は顕著な運動の多様さと複雑さをもち、全ての運動は前述の伸長、短縮、屈曲そしてねじれの4つの基本的な腕の変形の組合せによって生み出される。タコの腕は一部分だけに限って変形したり、腕の全長に亘って変形したりするのに加え、その変形は個々の腕の1つの場所でも複数の場所でも起こる。屈曲運動はあらゆる面で起こり得、ねじれ運動は両方向で観察される。緊張、収縮、屈曲とねじれの剛性は能動的に制御できる。
腕の組織が体積変化に抵抗すると、横断面の縮小により長さが伸長する。横断面のこの縮小は横走筋塊の筋繊維の収縮により作り出されると考えられている。その伸長は横走筋の一部に局所的に起こることも、腕の全長に亘って起こることもある。薄い輪走筋層も、収縮することで腕を伸長する方向に配列しているが、その生理学上の横断面積はごく小さいため、伸長に関与する力も小さい。ただし、輪走筋層は姿勢を維持するための腕の緊張に働いている可能性もある。
腕の短縮には、腕の全長に拡がっている縦走筋の束の収縮が関与していると考えられている。体積変化に抵抗することで、腕の短縮は横断面が増加し、その結果、横走筋繊維および輪走筋繊維が伸長する。従って、横走筋繊維と縦走筋繊維は拮抗筋として働き、互いに再び伸長するために必要な力を生み出す。
屈曲運動に必要な筋肉の活性化は、上記のイカの腕の屈曲と同様である。腕を能動的に屈曲させるためには、屈曲の内側半径に当たる腕の側面に沿った縦走筋の束が、選択的に収縮しなければならない。前後方向の圧縮は単に腕を短くするのに働いてしまうが、横走筋塊により支持されることでその圧縮力に抵抗しており、縦走筋の収縮だけでなく同時に横走筋が収縮することで能動的な屈曲運動が起こっている。また腕の片側（屈曲の内側半径）の縦走筋が一定の長さを維持する際、横走筋が横断面を減少させると屈曲が起こることがある。上記の十腕類の腕と同様、ここで与えられる2つの例は横走筋及び縦走筋の相対的な短縮の連続体上の端点を表していると考えられる。急激な屈曲には腕の縦走筋と横走筋の選択的に起こる局所的な収縮が関与しており、ゆっくりとした屈曲には、より広範囲に分布する筋肉の活動が関与していると考えられる。
縦走筋は腕の中心軸から離れて位置しているが、これは工学的にも屈曲する際に縦走筋繊維が腕の中立面からできるだけ離れていると腕により生み出される力がより大きくなることと調和的である。それに加え、縦走筋の束はあらゆる面で働く曲げ応力を与える内在筋の横断面の全周を取り囲むように配置されている。横走筋は腕の反口側部分でもっとも強靭であるが、これは腕の口側の縦走筋の束と合わせて口側の屈曲を生み出し、支持する役割を持っていることと調和的である。
能動的な屈曲運動に加え、横走筋と縦走筋の共収縮は腕の曲げ剛性を増加させる。いくつかの腕の運動では、腕は硬くなり、腕の基部にある傘膜の筋肉組織の基部で回転する。
十腕類の腕と同様に、タコの腕のねじれ運動も斜走筋の収縮により生み出される。交叉繊維の螺旋状の結合組織の配列は斜走筋により生み出される力を伝達するため、結合組織と筋肉による螺旋構造の主要な構成成分である。腕の両側の外側斜走筋と中間斜走筋の対およびそれと連携した交叉繊維結合組織の配列は左巻き及び右巻き螺旋構造の両方を示し、それらの螺旋構造によって両方向のねじり力が生み出される。外側斜走筋及び中間斜走筋系の共収縮により腕のねじれ合成を増やしていると考えられる。外側斜走筋及び中間斜走筋は中立面から遠くに位置しているおり、ねじれモーメントは斜走筋ができるだけ中立面から遠くに位置しているほどより大きくなることと調和的である。内側斜走筋は最も内側にあるため、ねじれモーメントを産み出すのに非効率で、外側斜走筋と同じ巻き方をしており、その機能的役割は明らかでない。
タコの腕は筋肉流体静力学装置を用いた付属肢が高い局所運動および変形を可能にする1例となっている。巨大な体液に満たされた体腔の静水圧を増やす典型的な水力学的骨格とは対照的に、タコの筋繊維は局所的に活動が起こり、局所的に作用する。腕の変形はどの位置でも、あるいは複数の位置で多方向に向けて起こるため、筋繊維の小さな集団を選択的に活性化し、力の発生を精密に調節するために必要な神経筋制御を行う必要がある。実際に、横走筋および縦走筋の運動単位は小さく、筋繊維同士の電気的結合は見られない。さらに、筋線維の活性化は神経活動によって直接制御することができ、力の発生を精密に調節することができる。しかし、このシステムには、複雑な運動制御を行う必要があるという難点がある。近年の研究により、運動神経路と機械受容機構の知見が得られ、腕の神経筋制御を単純化する可能性のあるメカニズムが解明されつつある。

## 特殊な腕

### 触腕

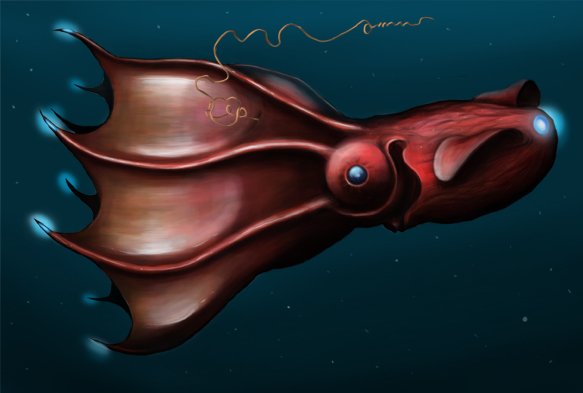
コウモリダコ 。2本の触毛が第1腕–第2腕間からのびる。

触腕（しょくわん、英: tentacle）はイカ（十腕）類のみがもつ、伸縮自在で、餌を捕獲するための特殊な腕であり、左右の第3腕（Ⅲ）と第4腕（Ⅳ）の間から伸びる。触腕は先端部が広くなり、その部分だけに吸盤があるが、この部分を触腕掌部（しょくわんしょうぶ、tentacle club）という。またそれを繋ぐ伸縮自在の部分を触腕柄（しょくわんへい、tentacle stalk）と呼び、しばしば吸盤を欠く。コウイカ類では触腕の基部は眼の下にあるポケットに収納することができる。
触腕は獲物を捕らえるのに特化している。捕食行動には急激な触腕の伸長が関与し、吸盤を具えた触腕掌部が獲物を攻撃する。ヤリイカ科では、20–40ミリ秒で獲物に到達し、2 m/s 以上の最大伸長速度、約250 m/s2 の最大加速度で触腕の40–80%に伸長する。吸盤で獲物に引っ付き、触腕柄が短くなり、消化するために獲物を動かす8本の腕の内側まで獲物を持ってくる。獲物を掴み腕まで運ぶと、触腕は獲物を離し、獲物を操作しなくなる。
コウモリダコ Vampyroteuthis infernalis Chun, 1903 では2番目の腕が長く糸状の構造となっており、タコ類ではこれを欠いていると解釈される。

### 交接腕

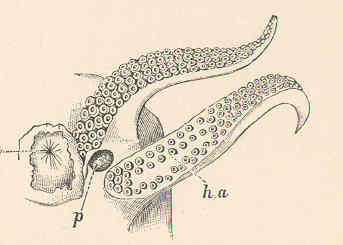
ヨーロッパコウイカ の通常腕と交接腕 (h.a.)

交接腕 （こうせつわん、ヘクトコチルス、hectocotylus, hectocotylized arm）は雄が持つ、雌に精包およびその中の精子を渡すために変形した腕（通常腕）である。化茎腕や生殖腕とも呼ばれる。成熟とともに一定の腕が交接腕に変形する現象を化茎現象（かけいげんしょう、hectocotylization）または交接腕化という。交接腕はその種によって変化の様式と腕の位置が決まっている。
イカでは腕の末端よりの吸盤のいくつかが消失し、吸盤柄が櫛の歯状に並ぶものや特別な膜や突起が生じるものがある。タコでは腕の先端が舌状片（ぜつじょうへん、ligula）になり、漏斗から出された精莢が通る溝が走る。普通コウイカ類のもつ交接腕は再利用できるが、アオイガイ科やアミダコ科の雄では一生に一度しか交接できず、精子を満載した交接腕が雌の体内に挿入されると、切り離され雌の外套腔内に残る。
英名 hectocotylus の名は、ギリシア語で100を意味するἑκατόν (hekatón) に由来する接頭辞 hecto- と小さな器を意味するギリシア語の κοτύλη (kotýlē) からなり、1829年、ジョルジュ・キュヴィエがアオイガイの交接腕を寄生虫と誤認し百疣虫 Hectocotylus octopodis Cuvier, 1829 と命名したことによる。

## 吸盤

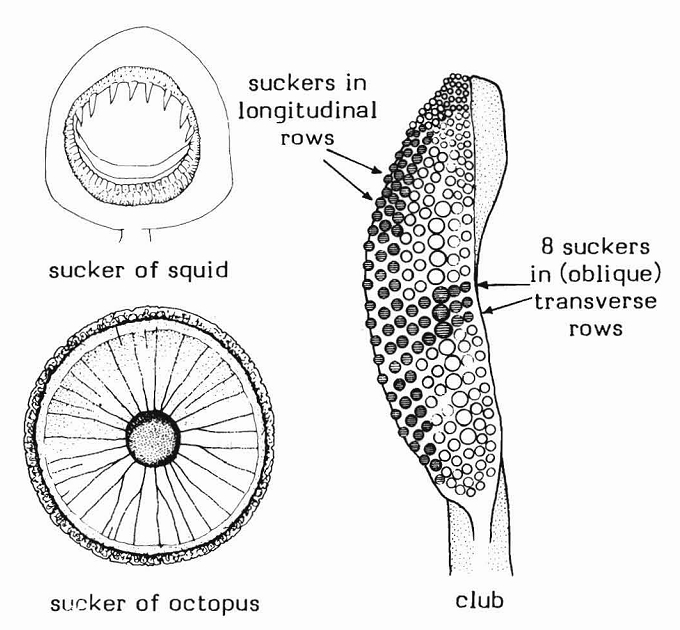
タコとイカの吸盤の違いと触腕掌部の吸盤列

吸盤（きゅうばん、sucker）は鞘形類の腕および触腕の口側に一定に配列し、他物に吸着するための盤状構造である。
イカ類（十腕形類）の吸盤は基部が柄のように細くなっており、吸盤の内部には角質環（かくしつかん、chitinous ring, horny ring）と呼ばれる硬い有機質のリングがある。一般に4縦列 (quadserial) で配置される。閉眼類では、左第4腕が交接腕化すると半分程度の吸盤がなくなり、吸盤柄が肥大する。ホタルイカモドキ科、ツメイカ科、テカギイカ科では発生の過程で吸盤が鉤に変化する。鉤状の吸盤はベレムナイト類にも見られる。
タコ類には柄も角質環もなく、この吸盤の構造の違いが「イカ」と「タコ」を区別する最も重要な形質である。タコの吸盤の付着面には筋肉が放射状と同心円状に配置しており、放射状筋の上にさらに微小な吸盤が並ぶ。タコの吸盤は移動、体の固定、餌の捕獲などに用いられる。外環部（がいかんぶ、infundibulum）と呼ばれる付着部と内環部（ないかんぶ、acetabulum）と呼ばれるその内側の半球状のくぼみの2つの部分に分かれている。タコの吸盤には2億8000万個の感覚細胞が分布し、物の形状が識別できる触覚と化学受容器による味覚を持つ。メンダコ科、ジュウモンジダコ科、ヒゲダコ科からなる有触毛亜目では、腕には吸盤に加えて触毛（しょくもう、cirrus）が生えている。
タコ類の吸盤は内環部が基質に密着した際の陰圧によって、イカ類の吸盤は角質環でしがみつくことによって機能する。
様々な頭足類の吸盤
- Magnapinna talismaniの触腕の吸盤
（ミズヒキイカ科）
- Magnapinna talismaniの腕の吸盤
（ミズヒキイカ科）
- ムチイカ Idioteuthis cordiformisの吸盤
（ムチイカ科）
- Idioteuthis latipinnaの吸盤
（ムチイカ科）
- オオムチイカ Mastigoteuthis magnaの吸盤
（ムチイカ科）
- オダヤカムチイカ Mastigoteuthis grimaldiiの吸盤
（ムチイカ科）
- アメリカムチイカ Mastigoteuthis agassiziiの吸盤
（ムチイカ科）

## オウムガイ類の触手

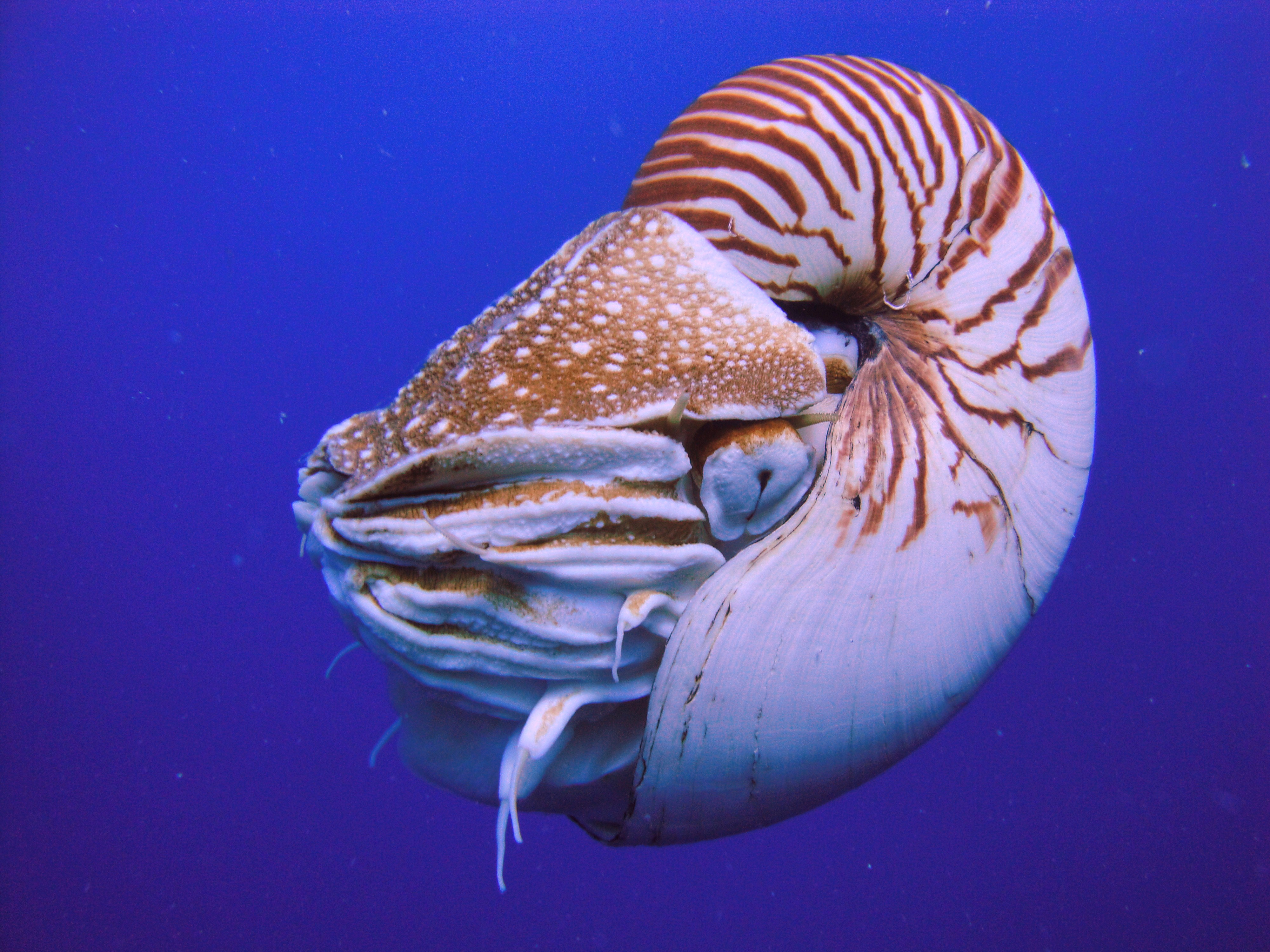
パラオオウムガイ 。眼の前後に触手が伸びる。

オウムガイ Nautilus の触手（しょくしゅ、cirrus）は非常に多く、これは5対の基本的な形から二次的に増加したものであると考えられている。口の周囲を二重に取り囲んでおり、Owen (1832) による3つのグループに分類される。
- preocular tentacle（眼前方の触手）と postocular tentacle（眼前方の触手）: それぞれの目の前後に1つずつある[43]。
- labial tentacle（口唇の触手）: 口器を取り囲む葉上に配列された数に変異がある[43]。そのうちのいくつかは雌雄ともに第二次性徴で変化する[43]。雄には24本、雌には48–52本ある[9]。
- digital tentacle（指状の触手）: labial tentacles を取り囲みそれより長く伸びる[43]。19対（38本）ある[43][9]。

触手には吸盤がなく、粘着質の物質により餌を掴む。触手は硬い鞘に覆われ、その内側は筋肉の収縮により伸縮する。触手の顕微鏡切片では、軸方向の筋肉（longitudinal muscle, LM）の平行な束が観察でき、その間にそれに直交する筋肉の束が存在する。筋肉の束の間には多数の神経が走る。

## 腕の再生と奇形
頭足類の腕は捕食や移動、自切、交接や競争に加え、攻撃や共食いにより傷つくことがあり、再生能力を持つ。このことはアリストテレスのころから知られている。頭足類は体の損傷に応答して再生を始めるが、腕が損傷すると遊泳、捕食、威嚇行動などの機能に支障を来すため、腕の再生は特に重要である。
傷口の治癒の後、腕の再生が始まり、損傷後3日で既に傷口に小さな瘤が見られるようになる。これは後に伸長し、小さな突起を形成する。最初のよく識別できる構造は損傷後17日で現れ、鉤状をなす。組織学的な分析によると、未分化な細胞の非常に薄い層が最初の観察できる瘤を形成する。その後、よりはっきりとした、急激に増殖する「芽体 (blastema)」が瀰漫性の血管の一部とともに腕の先端に現れる。そしてこの構造が消えると、組織は分化状態に入り、組織形成の過程が始まる。普通50–60日後のそれより後のステージでは、完全な構造が現れ、典型的な腕が回復する。このステージでは、神経と筋肉がともにはっきりと観察され、よく組織されている。

### 多腕

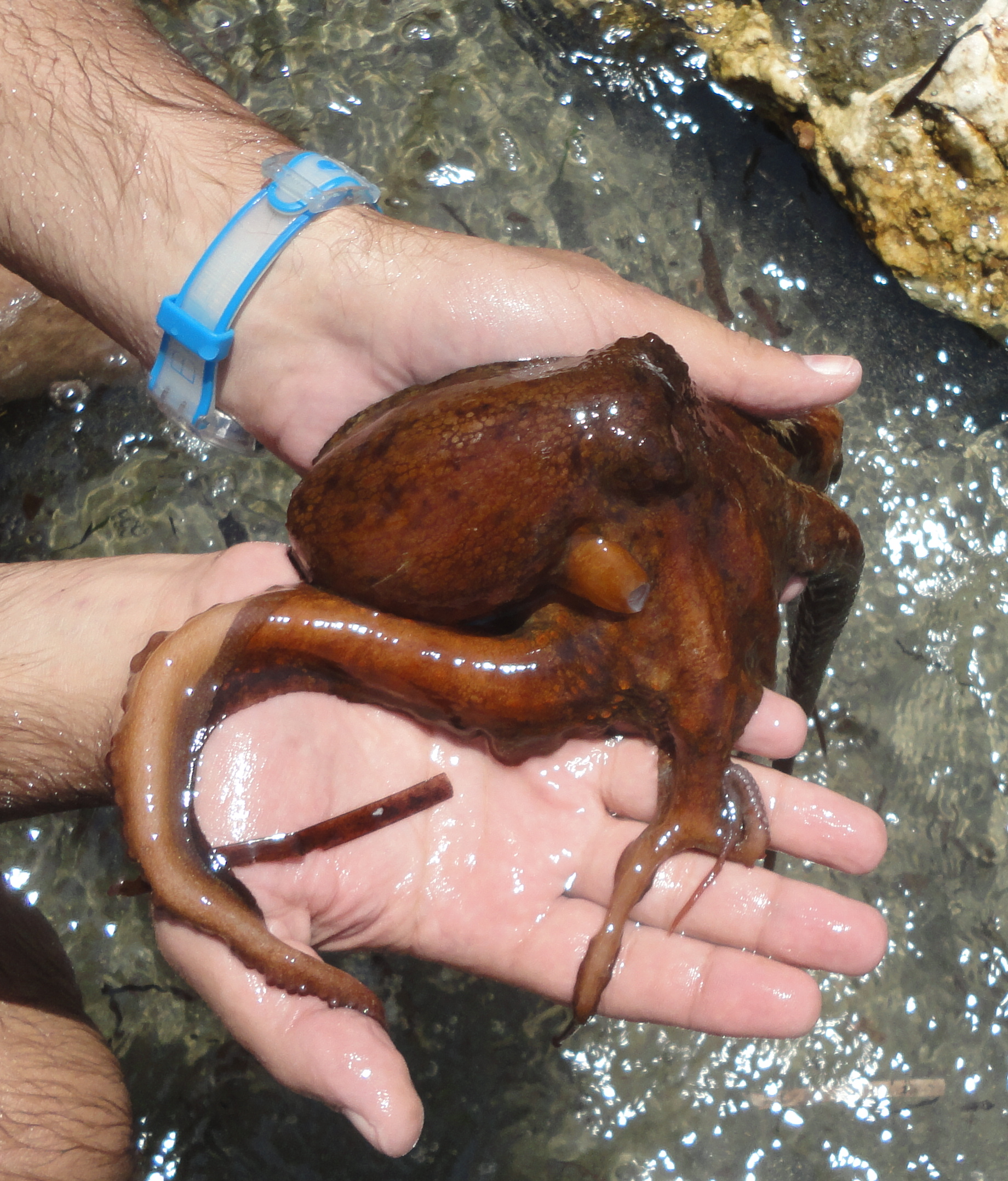
腕が分岐しているタコ 。ギリシャ、クレタ島南部にて。

特殊なケースでは、傷ついた腕が2叉または3叉に分枝し異常な腕となって再生することがある。頭足類の腕または触腕が異常な再生を示す例は珍しくない。最初の記録は、1884年9月、相模の観音崎沖にて今井少将が漁獲したマダコ Octopus sinensis d'Orbigny, 1841 を1890年、池田作次郎が動物学雑誌にて報告したものとされる。この個体は各腕の1/2–1/3のところから分枝しはじめ、少ないものでは2本（右第2腕）、多いものでは20個以上の分枝に分かれ、腕数は90本を数える。またこの個体は Sasaki (1929) の Plate IV に写真が載せられている。
このような奇形タコが発生する原因は、岡田 (1965) では先天的なものと推定しているが、遺伝的であると断言する確証もないとしている。井上 (1969) では、過剰再生というより遺伝的なものとしている。
以降も以下のような記録がある（鳥羽水族館に保管されている標本は別途記述）。
- 1900年、Corrado Parona による、地中海で獲られたジャコウタコ Eledone moschata Lamarck, 1798 の腕とOctopus vulgaris Lamarck, 1798 の第1腕が2叉に分枝しているという記述[65][66]。
- 1929年6月22日、動物学教室の学生 (Ichizo Asami) により発見され、東京帝国大学動物学教室博物館に持ち込まれたコウイカ Sepia esculenta Hoyle, 1885 の右第4腕[67]。2度分枝し、3本となっている[67]。
- 1950年3月、静岡県清水港外にて右第2・第3・第4腕が分枝し、腕数22本となっているマダコが記録[63]。
- 1960年、Kumpf による、左第3腕が2つに分かれている雄 Octopus briareus Robson, 1929 の記述[65]。この個体では、通常の腕の基部に見られるような腕間膜が発達している[65]。
- 1960年10月、兵庫県淡路島の江崎灯台沖にて右第2・第3・第4腕が分枝し、腕数46本となるマダコの報告[63]。捕餌行動が観察された[63]。
- 1964年8月、神奈川県横須賀市観音崎沖にて腕数19本のマダコの報告[63]。皮下分枝を含む左第1・第2・第3腕及び右第4腕が分枝している[63]。
- 1989年4月18日、神奈川県横須賀市鴨居沖にて石川三之助によって捕獲された、右第3腕、左右第1腕（切断）を除き、2回以上分岐している腕44本のマダコの報告[63]。4月19日から4月25日まで神奈川県水産試験場で飼育された[63]。
- 1990年3月27日、神奈川県横須賀市猿島沖にて柴崎正二によって捕獲された、全ての腕が1回以上分岐した腕55本のマダコの報告[63]。横須賀市東部漁業協同組合で1990年4月2日まで飼育された[63]。
- 2004年春、フォークランド諸島沖でスペインのトロール漁船によって漁獲された雌のミナミニュウドウイカ Onykia (Moroteuthis) ingens (E. A. Smith, 1881) の2叉分枝した触腕[62]。
- 2012年、メキシコのEl Faro Puerto Angelで獲られた雌 Octopus hubbsorum Berry, 1953 の2叉分岐している第2腕[65]。
- ギリシャ、イラクリオンの Cretaquarium におけるタコの腕の3叉分枝（Panagiotis Grigoriou による報告）[59]。野生での傷害により形成された[59]。

また、鳥羽水族館には三重県沖から漁獲された多腕となったマダコ Octopus sinensis d'Orbigny, 1841 が度々持ち込まれ、うち85本と56本の2標本が展示されている。この2標本のうち、85本のものは1955年の開館直後から展示されている。またその数年後に国立科学博物館に貸し出され、昭和天皇がご覧になった「天覧標本」として知られる。鳥羽水族館には以下の標本が保管されている。
- 1957年8月1日に三重県鳥羽市答志島から漁獲された腕85本のマダコ（今井 (1992) では腕数72本とされる）
- 1964年8月10日に三重県鳥羽市答志島から漁獲された腕9本のマダコ
- 1964年10月14日に三重県北牟婁郡海山町から漁獲された腕56本のマダコ（全ての腕が分枝している[63]）
- 1984年12月31日に三重県度会郡二見町から漁獲された腕25本のマダコ
- 1993年1月13日に三重県鳥羽市答志島から漁獲された腕45本のマダコ
- 1997年12月17日に三重県鳥羽市答志島から漁獲された腕18本のマダコ
- 2000年1月13日に三重県鳥羽市答志島から漁獲された腕31本のマダコ

また、腕の数が少ないタコも発見されている。1960年9月には明石海峡にて腕数6本のマダコ O. sinensis、同年11月にはそれぞれ腕数7本のマダコ及びイイダコ Amphioctopus fangsiao (d'Orbigny, 1839) が発見されている。

### 註釈
1. ↑  定訳はなく、シュミット＝ニールセンの『動物生理学〔原著第5版〕』の訳書では、筋肉流体静力学装置と訳されているが[40][41]、新山 (2019) により筋肉包骨格という訳語が与えられている[42]。
2. ↑  訳が存在しないため、この語を使う。「軸神経索」の意。
3. ↑  梁の中立面は普通中心にあり、全ての曲げ応力が0になる場所
4. ↑  中立軸はねじれの梁の中心に位置し、剪断応力を受けない
5. ↑  口側の屈曲が力強い屈曲でもっとも一般的である[38]。